# Loftbod

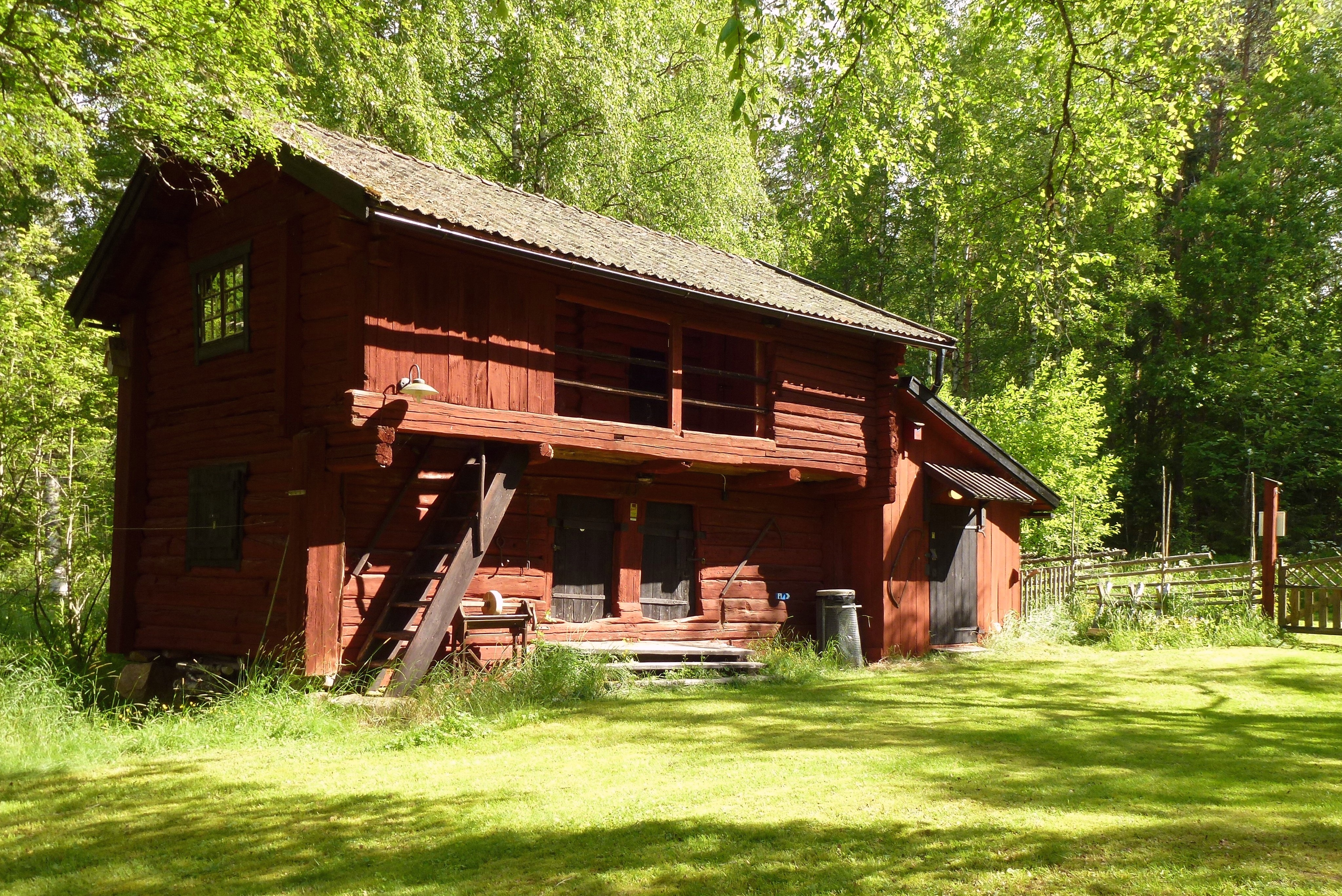
Loftbod med svalgång och vidbyggd vedbod.

En kvinna vid en loftbod i Nykvarns kommun, cirka 1900.

Loftbod är ett timrat förrådshus i två plan för förvaring av mat och kläder. Loftboden var det enda hus på den gamla svenska gården som byggdes i två våningar. Byggnadstypen är känd sedan medeltiden, med utbredning huvudsakligen i mellersta Sverige.
Loftbodens övre våning är något indragen och bildar en sval- eller loftgång. Svalgången ligger under tak, är delvis inbyggd och löper längs hela husets ena långsida; därifrån når man två eller tre små fönsterlösa förrådsrum. Här förvarades ofta kläder och där har man inte sällan inrättat några sängplatser som nyttjades under sommarhalvåret. Till svalgången kommer man via en utvändig trappa. Undervåningen består av två rum, även dessa är fönsterlösa. Några trappsteg leder upp till förrådsdörrarna. Här förvarade man mjöl, spannmål, lingon i stora fat, torkad och saltad mat och liknande. 
Eftersom loftboden var ett knuttimrat hus var det inte ovanligt att boden plockades isär och återuppbyggdes på annan plats. Det finns loftbodar som har flyttats ett tiotal gånger. Sådana svalgångshus är numera mycket sällsynta i Sverige. En del står på hembygdsgårdar och några har förvandlats till fritidshus.